# Aerodromul Bălți
Aerodromul din Bălți (în rusă Аэродром Бельцы), cunoscut, de asemenea, ca aerodromul „Bălți-Teioasa”, a fost primul aerodrom civil din Bălți (pe atunci parte din Regatul României) și a funcționat în perioada interbelică. Era situat în atunci cartierul sud-vestic al orașului, Teioasa. În timpul celui de-al Doilea Război Mondial a fost un aerodrom militar auxiliar sovietic.